# ブッダガヤ爆弾テロ事件
ブッダガヤ爆弾テロ事件（ブッダガヤばくだんテロじけん、英語: Bodh Gaya bombings）は、2013年7月7日早朝にインド東部、ビハール州ガヤー県の仏教の聖地で世界遺産でもあるブッダガヤで発生した連続爆破テロ事件。

## 概要
2013年7月7日午前5時半頃、ゴータマ・ブッダが成道（悟り）を得た菩提樹付近で最初の爆発が発生。その後、ブッダガヤの大菩提寺（マハーボーディ寺）付近数カ所で爆発した。ブッダガヤおよびブッダガヤの大菩提寺は仏教の聖地とされている。
爆発によって2名のビルマ人、チベット人仏教僧侶を含む5名が負傷した。3つの爆発装置はガヤ警察爆発物処理班によって解除された。
寺院と菩提樹は破壊されなかったが、インド考古調査局によれば遺跡に損傷があった。
インド政府国家調査局は2013年11月4日にイスラーム過激派インディアン・ムジャーヒディーンによる犯行と発表した。

## 事件
寺院で通常瞑想の時間がはじまる午前5:30 から6:00 (IST) の間に爆発テロは起こった。
マハーボーディ寺院群での爆発は4回であった。最初の爆発は5:30。2分後に寺院群東部のAnimesh Lochna Templeで発生、仏像の傍らにあった木製の本棚が損傷した。3度目の爆発は寺院群南部のButter Lamp Houseで発生し、ブッダガヤ事務所が損傷した。4度目の爆発は寺院群北部の小さな祠で発生したが、祠内部のブッダ肖像画は無事だった。マハーボーディ寺院群から500mのところにある場所で5回の爆発があった 。
- 仏像から24m地点で小爆弾爆発。
- 3個の爆弾がチベット系の Tergar 寺院で爆発した[14]。1個は児童が仏教を学ぶ教室のドアの後ろで爆発し、窓とドアが損傷したが、休日であったため児童はたまたまおらず、けが人はなかった[15]。他の1個はスジャータバイパスのバスで爆発した。

インド内務省は7月8日、爆発装置は10個あったと発表した。爆弾がすべて解除されたかは不明である。爆破テロがあったにもかかわらず、ブッダガヤ管理事務所は通常の儀式のために聖域を開放したままでいる。
爆弾処理班は3つ以上の爆弾を解除している。チベット寺院のシリンダー爆弾、ブッダ像近辺の爆弾、Baiju Bigaha村のロイヤルレジデンスホテルに仕掛けられた爆弾も当日午後に発見された。解除された爆弾からはウルドゥー語で書かれた紙が発見され、爆破場所などを示すコードワード（暗号）が書かれていたほか、「イラクのための報復」と書かれていた。

## 捜査
ビハール州警察は7月8日、インディアン・ムジャーヒディーン（IM）のメンバーでサウジアラビアとスコットランドから来た容疑者について発表した。また、爆破現場に身分証明書を置き忘れていた別の容疑者が逮捕されたが、容疑者はテロ発生の日以前にそこを訪れたと話したため、インド警察は証拠不十分でこの容疑者を釈放した。
ブッダガヤ・テロ実行犯と断定されたIMのTwitterは、次はムンバイになるだろうと警告しており、このIPアドレスがパキスタン所在のものであったため、インド政府は調査を開始した。
7月16日、インド政府NIAは監視ビデオの分析結果と、僧侶に扮し爆弾を仕掛けた容疑者のスケッチを発表した。
インド政府によれば、テロ実行犯はブッダ像を破壊する予定であったが、すでに信徒が聖域で祈祷を開始していたため入場できなかった。爆弾に使用されたタイマーはGuwahatiで購入されており、また当局はシリンダーがビハール州で購入されたものであったため内部や地域に関係者がいるとの見方もした。パトナでの爆弾とブッダガヤで使用された爆弾はほぼ同一のものであった。
2013年12月4日、インド当局はラーンチー（Ranchi）の小屋で爆弾の設置場所を示した地図や、暗号化された実行犯の名前といった証拠を発見し、計画がかなり正確に実行されたことがわかった。これらの物的証拠はIMの関与を濃厚にしめすものであり、実行犯の特定もかなり進展し、またブッダガヤ周辺のタイ系寺院にも設置されたこともわかった。証拠から解析されたテロ計画では6人が2人組となり、それぞれが3個の爆弾を設置するとなっていた。またインド当局は実行犯の容疑者の実名も特定し、ラーンチー地域を拠点に活動し、ブッダガヤ・テロ計画を指揮していたパキスタンのIM組織のリーダーも特定された。

### 警備への批判
いくつかのメディアは、ビハール州警察による寺院警備が不十分であったがためにテロを許す結果となったと非難した。また事件発生当時、警備はわずか4人であった。
インディアン・ムジャーヒディーンは2012年8月1日のプネーでの爆破テロ事件 (2012 Pune bombings) も実行しており、2012年10月のマハーボーディ寺テロ攻撃計画は明らかになっていた。

## 容疑者
2013年7月9日時点ではテロ攻撃の実行犯について、パキスタンの組織、またはミャンマーで仏教徒に弾圧されたイスラーム教団体 (Persecution of Muslims in Burma) といった見方がなされた。イスラムと仏教の対立はスリランカやタイにも存在しており、テロの動機としてはありえるとみなされた。ミャンマーのアルカーイダ系組織の Jamatal Tahawid Jihad も容疑者とされた。スリランカ首相官邸は、タミル・イーラム解放のトラによるものではないかと述べた。ビハール州警察はマオイスト組織によるものとの見方をしたが、マオイスト組織は関与を否定した。
インディアン・ムジャーヒディーンの実行犯の一人サイード・マクボールは、デリー警察の取り調べで爆破を実行したと自白した。

## 反応
インド大統領プラナブ・ムカルジーはテロ事件について「平和の使徒ゴータマ・ブッダを祀る寺院に集まる罪のない僧侶や巡礼者を狙った無分別な暴力行為」と非難した。インド首相マンモハン・シンは「インドの伝統はすべての宗教への敬意を教えるものであり、このような宗教的施設へのテロ攻撃は絶対に許されるべきではない」と非難した。インドの仏教団体 (All India Bhiku Sangha) のBhante Sadanand Mahasthaverは「全世界の仏教徒が突然のテロ攻撃に悲しんでいる。このようなテロは決して起こってはならない。」と非難した。インド連邦議会ラージヤ・サバーもテロ攻撃を非難した。ビハール州政府は、事件後、対テロ部隊 (Anti Terrorist Squad) を組織した。
ダライ・ラマ14世およびガンデンポタン首相ロブサン・センゲ、スリランカ首相マヒンダ・ラージャパクサ、ミャンマーの国家顧問アウンサンスーチーはテロを非難した。カルマパ17世は、この無分別な暴力に対してこれ以上の暴力がエスカレートしないように信徒には冷静に対処することを訴えた。また、ティンレー・タイェ・ドルジェも悲しい事件であると発表した。
スリランカ首相マヒンダ・ラージャパクサは「このような仏教だけでなく世界中から尊崇されている聖地でテロが発生したことに対して深い悲しみと憤りをおぼえる」と非難した。
ミャンマーの国家顧問アウンサンスーチーもテロについて不愉快であると発表した。またタイ政府、シンガポールの仏教組織、北東インドの仏教団体が非難声明を出した。タイ、ラオス、ミャンマー、バングラデシュ、ベトナム、スリランカの仏教団体や世界仏教徒連盟もテロを非難した。その他、インド全土でテロへの抗議として行進やゼネラル・ストライキのバンディーが行われた。世界教会協議会もテロを批判した。
ナーグプルの仏教僧侶が抗議として自ら犠牲になろうとしたが警察に制止された。